# Macrozamia polymorpha
Macrozamia polymorpha D.L.Jones è una pianta appartenente alla famiglia delle Zamiaceae, endemica dell'Australia.

## Descrizione
È una cicade con fusto sotterraneo del diametro di 10-25 cm.
Presenta da 2 a 10 foglie, pennate, lunghe 50-100 cm, disposte a corona all'apice del fusto e sorrette da un picciolo lungo 12-22 cm; ogni foglia è composta da 30-60 paia di foglioline lanceolate, con margine intero, lunghe mediamente 10-20 cm, di colore verdastro.
È una specie dioica con esemplari maschili che presentano coni terminali fusiformi, lunghi 12-24 cm e larghi 4-5 cm ed esemplari femminili con coni di forma ovoidale lunghi 13-20 cm, e larghi 7-9 cm.
I semi sono grossolanamente ovoidali, lunghi 26-30 mm, ricoperti da un tegumento di colore rosso acceso a maturazione.

## Distribuzione e habitat
La specie è diffusa nel Nuovo Galles del Sud (Australia).
Cresce nelle foresta secca sclerofilla, prediligendo i suoli sabbiosi.

## Conservazione
La IUCN Red List classifica M. polymorpha come specie a rischio minimo (Least Concern).

La specie è inserita nella Appendice II della Convention on International Trade of Endangered Species (CITES).